# George Westinghouse
George Westinghouse (ur. 6 października 1846, zm. 12 marca 1914) – amerykański przedsiębiorca, inżynier i wynalazca. 
Wynalazł między innymi kolejowy hamulec na sprężone powietrze. Jako współwłaściciel Westinghouse Electric Corporation, pomógł Nikoli Tesli zbudować pierwszą elektrownię prądu przemiennego i linię przesyłową, która zasilała oświetlenie wszystkich stacji kolejowych na północnym wschodzie USA.
W 1911 r. został wyróżniony Medalem Edisona za Wybitne osiągnięcia w wynalazkach i rozwoju systemów i urządzeń prądu przemiennego.